# Eviota pamae
Eviota pamae, tên thông thường là Pam's dwarfgoby, là một loài cá biển thuộc chi Eviota trong họ Cá bống trắng. Loài này được mô tả lần đầu tiên vào năm 2013.

## Từ nguyên
E. pamae được đặt theo tên của Pamela Scott Rorke, vợ của nhà ngư học William Mathews Brooks (tác giả mô tả thứ hai của E. pamae), và là một thợ lặn năng nổ trong cuộc khám phá ra loài mới này.

## Phạm vi phân bố và môi trường sống
E. pamae chỉ được tìm thấy ở vùng biển ngoài khơi phía đông bắc đảo Kai Besar (thuộc quần đảo Kai của Indonesia). Loài cá này được thu thập gần các rạn san hô ở độ sâu khoảng từ 13 đến 20 m.

## Bị đe dọa
Môi trường sống của E. pamae đang bị suy giảm do những tác động của sự thay đổi hải dương học gây ra, liên quan đến việc biến đổi khí hậu. Ngoài ra, sự phát triển các khu vực ven biển cũng góp phần gây ảnh hưởng đến loài cá này. Vì thế mà E. pamae được xếp vào Loài sắp nguy cấp.

## Mô tả
Chiều dài cơ thể tối đa được ghi nhận ở E. pamae là gần 1,8 cm. Cơ thể có màu hồng cam với một dải sọc màu vàng tươi trải dài từ sau mắt đến giữa gốc vây đuôi. Vùng mõm có màu vàng kim. Phần trên của mống mắt màu vàng tươi, còn phần dưới cùng có màu xanh lam. Vây trong mờ với các tia vây màu nâu đỏ nhạt, ngoại trừ màng của vây lưng thứ hai và vây hậu môn thường có màu xám đen.
Số gai ở vây lưng: 7; Số tia vây ở vây lưng: 8 - 9; Số gai ở vây hậu môn: 1; Số tia vây ở vây hậu môn: 8 - 9; Số tia vây ở vây ngực: 14 - 15.